# マルグリット・ド・ブルゴーニュ (フランス王妃)
マルグリット・ド・ブルゴーニュ（Marguerite de Bourgogne, 1290年 - 1315年4月30日）は、フランス王ルイ10世の王妃。カペー家分家ブルゴーニュ家のブルゴーニュ公ロベール2世とフランス王女アニェス（ルイ9世と王妃マルグリットの娘）の次女。
同名の姉がいたが夭折したため、両親にとっては無事に育った娘の中では最年長であった。
妹にフィリップ6世の王妃となったジャンヌがいる。また、同名の従姉がシチリア王カルロ1世（シャルル・ダンジュー）の2番目の王妃となっている。

## 生涯
1305年、当時ナバラ王となっていたルイと結婚した。1314年には2人はフランス王および王妃にもなった。
1312年頃から、セーヌ河畔の通称「ネールの塔」で、夫の不在時にフィリップ・ドネ（Philippe d'Aunay）およびゴーティエ・ドネ（Gauthier d'Aunay）の騎士兄弟と不貞をはたらくようになった。夫の兄弟の妻たち、ジャンヌとブランシュの姉妹も誘って浮気を楽しんだ。夫も宮廷もこの大胆な行為に長く気づかなかったが、1314年にルイの妹、エドワード2世妃イザベルがイングランドから一時帰国したことから、事態が変わった。
当時、夫エドワードの同性愛と不実かつ不幸な結婚生活を送っていたイザベルは、自分の反エドワードの活動を支援するよう頼むために帰国していたが、義理の姉妹たちが宮廷を抜けてどこかへ出かけていくのを敏感にかぎつけた。
イザベルの密告により不貞の顛末が明らかになると、ことは宮廷を揺るがす大醜聞となった。マルグリットはガイヤール城へすぐさま幽閉された。事件のショックでフィリップ4世が亡くなり、夫がルイ10世として即位するものの、1315年4月30日に彼女はそのまま幽閉された。
幽閉された際に髪は剃髪され、吹きさらしで暖も取れない牢獄で十分な身の回りの世話を受けることができなかった。年代記によるとマルグリットは自分の罪深い所業を後悔していたとされる。
ルイとマルグリットには1311年生まれの一女ジャンヌがいたが、彼女が嫡出かどうかが強く疑われた。この疑惑はジャンヌに生涯つきまとった。ジャンヌは少なくともルイ9世の血を引くことは確かではあったが、サリカ法を根拠にフランス王位継承者からははずされ、ナバラ王位のみを継承した。
1315年、マルグリットは幽閉先で死去した。20代半ばでの死であり、夫によって毒殺あるいは絞殺されたと噂された。